# Stenactyla donckieri
Stenactyla donckieri is een keversoort uit de familie moerasweekschilden (Scirtidae). De wetenschappelijke naam van de soort werd in 1914 gepubliceerd door Maurice Pic.